# سیبیسکوت (فیلم)
سیبیسکوت (انگلیسی: Seabiscuit) فیلمی در ژانر درام و هیجانی به نویسندگی و کارگردانی گری راس است که در سال ۲۰۰۳ منتشر شد.

## داستان
داستان فیلم درباره پسری است که در کودکی به علت فقر از خانواده جدا شده و به یک اصطبل سپرده می‌شود. او عاشق سوارکاری است و هر لحظه به قهرمانی نزدیک می‌شود، اما در این راه مشکلاتی را در پیش دارد و ...

## بازیگران
- توبی مگوایر
- جف بریجز
- کریس کوپر
- ویلیام اچ میسی
- الیزابت بنکس
- مایکل بی سیلور
- والری ماهافی
- ادی جونز